# Ilirjan Suli
Ilirjan Suli (ur. 11 października 1975)  – albański sztangista, dwukrotny reprezentant Letnich Igrzysk Olimpijskich (1996, 2000) w kategorii do 77 kg. Na igrzyskach w Sydney pełnił funkcję chorążego reprezentacji.
Brązowy medalista Mistrzostw Europy w 2000 roku (165+195 kg) w kategorii do 77 kg.
W 2012 roku u zawodnika wykryto metandienon i zawieszono go na okres dwóch lat.